# Kagura
Kagura este un personaj ficțional din seria Inuyasha. Este a doua încarnare a lui Naraku, care a folosit puterea cioburilor din Giuvaer în scopul creării unor ajutoare din corpul său. Deoarece este al doilea demon născut din Naraku, ea este sora mai tânără a micuței Kanna.
La prima întâlnire cu Kagura, Inuyasha crede că de fapt este Naraku, deoarece au același miros și acesta posedă abilitatea de schimbare a înfățișării. Va deveni un inamic al lui Koga când aceasta îi atrage haita la castelul lui Naraku, doar pentru ca aceștia să fie uciși în mod brutal. Va căuta să răzbune moartea camarazilor săi, însă abilitățile ei legate de vânt l-au ținut departe de ea.
Personalitatea Kagurei este foarte diferită de cea a lui Naraku în multe aspecte, indicând o dorință crescândă pentru independența față de Naraku și planurile acestuia de a aduna toate fragmentele de Giuvaer. Acesta menține un nivel de influență asupra ei prin reținerea inimii Kagurei în corpul său. După ce încearcă să ia fragmentele de Giuvaer ale lui Koga pentru ea, Naraku o amenință cu strivirea inimii ei.

## Abilități
- Dansul Morților[3]
- Dansul Dragonului[3]
- Dansul Lamelor[3]